# Grandisonia alternans
Grandisonia alternans é uma espécie de anfíbio gimnofiono. É endémica das Seychelles. Está presente em sete ilhas do arquipélago: Mahé, Silhouette, Praslin, La Digue, Frégate, Félicité e Sante Anne. Vive em floresta tropical, plantações de cocos, e locais perturbados por acções humanas. Reproduz-se em riachos e charcos. É considerada uma espécie com estado de conservação pouco preocupantes pela IUCN por ser comum na sua área de distribuição, adaptável e não parecer estar em declínio.